# Паллавичино, Джан-Карло
Джан-Карло Паллавичино (итал. Gian Carlo Pallavicino; Генуя,1722 — Генуя, 1794) — дож Генуэзской республики.

## Биография
Родился в Генуе в 1722 году. Получил образование в военной сфере, в возрасте 23 лет был назначен подполковником Королевского полка Лигурии. Отличился при осаде Тортоны и был направлен на реку Танаро, наряду с испанской полицией, против армии савойцев. Позже был вынужден сдаться в плен в городе Валенца. После отставки занялся торговлей и промышленностью. построил в Албенги новый стеклодувный завод.   
Был избран дожем 6 июня 1785 года, 179-м в истории Генуи. Члены Большого совета предпочли его кандидатуру как представителя либеральной фракции, которая стремилась к модернизации институциональных структур, другим кандидатам, бывшим дожам Марко-Антонио Джентиле и Джамбаттиста Айроли. В его правление в Генуе были образованы первые экономические и литературные общества, основанные в 1786 году в целях содействия сельскому хозяйству, торговле и искусствам.
Его мандат завершился 6 июня 1787 года. 
Он умер в Генуе в 1794 году и был похоронен в церкви Божией Матери Милосердной в Гранароло. 
Был женат на Джованетте Гримальди.